# 498 a.C.

## Eventos
- Quinto Clélio Sículo e Tito Lárcio Flavo, cônsules romanos.